# Károly Bakos
Károly Bakos, född 2 mars 1943 i Budapest, är en ungersk före detta tyngdlyftare.
Bakos blev olympisk bronsmedaljör i 75-kilosklassen i tyngdlyftning vid sommarspelen 1968 i Mexico City.